# Ludwig Landgrebe
Ludwig Landgrebe (9 de marzo de 1902, Vienna - 14 de agosto de 1991, Colonia)  fue un fenomenólogo y filósofo austríaco, asistente de Edmund Husserl. Junto a Eugen Fink, por intermedio del padre Herman Leo Van Breda, fue uno de los encargados de ordenar los textos que constituirían el Husserl-Archiv de la Universidad de Lovaina.

## Vida
Landgrebe estudió filosofía, historia y geografía en la Universidad de Viena. Influenciado por el pensamiento de Max Scheler, continuó sus estudios en la Universidad de Friburgo. En 1923, Landgrebe se convirtió en asistente de Edmund Husserl. Tras doctorarse, Landgrebe cursa un posdoctorado en Praga bajo la supervisión de Oskar Kraus. Desde 1939 junto a Eugen Fink se ocupó de sistematizar, ordenar y clasificar todos los manuscritos de investigación que dejara Husserl luego de su muerte. Estos documentos fueron llevados a Lovaina, Bélgica, debido a la persecución que estaban sufriendo personas de origen judío en esa época. Landgrebe sería definitivamente deportado a Bélgica en 1940. La esposa de Landgrebe, Ilse Maria Goldschmidt, de ascendencia judía, fue hermana del escritor Georges-Arthur Goldschmidt. 
En 1945 Landgrebe reafirmó sus trabajos posdoctorales en la Universidad de Friburgo, lo que le permitió ser profesor titular de la Universidad de Kiel en 1947, donde fue profesor, entre otros, de Hans Blumenberg. En 1954 fue transferido a Colonia, convirtiéndose en director del Archivo Husserl de la Universidad de Colonia. Landgrebe es conocido como uno de los colaboradores de Husserl que fue más cercano a éste, pero también como un filósofo con un pensamiento propio respecto a temas de historia, religión y política. Manifestó también interés en corrientes como el existencialismo y la metafísica.

## Obras
- Wilhelm Diltheys Theorie der Geisteswissenschaften, Halle 1928 (Dissertation)[6]
- Nennfunktion und Wortbedeutung. Eine Studie über Martys Sprachphilosophie, Halle 1923[6]
- Was bedeutet uns heute Philosophie, Hamburg 1948 (2. Aufl. 1954)[6]
- Phänomenologie und Metaphysik, Hamburg 1949 (Aufsatzsammlung)[6]
- Philosophie der Gegenwart, Bonn 1952 (2. Aufl. Frankfurt/M 1957)[6]
- Der Weg der Phänomenologie, Gütersloh 1963 (4. Aufl. 1978)[6]
- Phänomenologie und Geschichte, Gütersloh 1968[6]
- Über einige Grundfragen der Philosophie der Politik, Köln/Opladen 1969[6]
- Faktizität und Individuation. Studien zu den Grundfragen der Phänomenologie, Hamburg 1982 (Bibliographie S. 157 - 162)[6]